# 普里克拉德尼基
51°54′53″N 25°50′35″E / 51.91472°N 25.84306°E
普里克拉德尼基（烏克蘭語：Прикладники），是烏克蘭西北部的村莊，隸屬里夫內州的瓦拉什區。該村始建於1554年，面積0.22平方公里，海拔高度239米，2001年人口210，人口密度每平方公里959.3人。